# 오징어젓

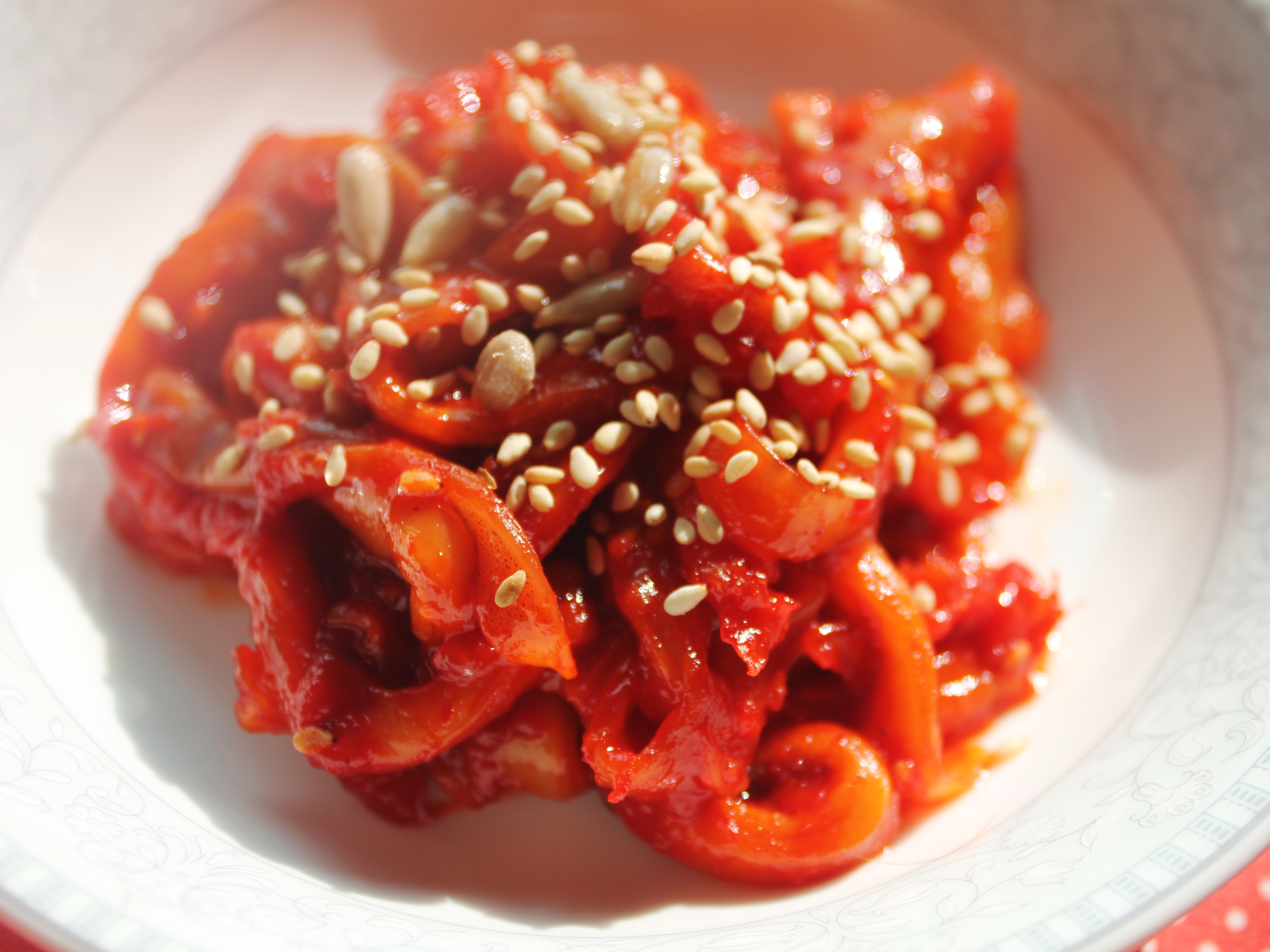
오징어젓

오징어젓은 오징어를 썬뒤 소금와 고추가루, 물엿에 절여 담근 젓이다. 단백질, 비타민, 미네랄 함량이 높은 대중적인 반찬이다.

## 같이 보기
- 명란젓
- 창란젓